# Bret Michaels
Bret Michaels, född Bret Michael Sychak den 15 mars 1963 i Butler, Pennsylvania, är en amerikansk musiker, skådespelare, manusförfattare och Tv-personlighet som är mest känd som sångaren i det amerikanska glam metal-bandet Poison. Han har även haft egna tv-serier: Rock of Love där han letade efter sin nya flickvän; dokusåpan sändes i tre säsonger 2007, -08 och -09 - och Bret Michaels: Life As I Know It som är en dokumentärserie om hans liv från 2010.
Bret Michaels blev också porträtterad i tv-spelet Guitar Hero III: Legends of Rock då han sjunger i låtarna "Go That Far" och Poison's "Talk Dirty to Me".

## Diskografi (urval)
Studioalbum (solo)
- 1998 – A Letter from Death Row
- 2003 – Songs of Life
- 2005 – Freedom of Sound
- 2010 – Custom Built
- 2013 – Jammin' with Friends